# یوریا اوبارا
یوریا اوبارا (انگلیسی: Yuria Obara؛ زادهٔ ۴ سپتامبر ۱۹۹۰) بازیکن فوتبال است که در تیم ملی فوتبال زنان ژاپن بازی کرده‌است.